# Aspalathus glabrata
Aspalathus glabrata är en ärtväxtart som beskrevs av Rolf Martin Theodor Dahlgren. Aspalathus glabrata ingår i släktet Aspalathus och familjen ärtväxter. Inga underarter finns listade i Catalogue of Life.